# Carlos Sommervogel
Carlos Sommervogel, né le 8 janvier 1834 à Strasbourg (France) et décédé le 4 mai 1902 à Paris, est un prêtre jésuite français, bibliographe de grand renom, compilateur de la monumentale Bibliothèque de la Compagnie de Jésus, une liste quasi exhaustive, avec brèves introductions biographiques, de tous les écrivains jésuites et leurs œuvres, de 1540 à la fin du XIXe siècle.

## Biographie
Né à Strasbourg, Carlos Sommervogel est le quatrième fils de Marie Maximilien Joseph Sommervogel et d'Hortense Blanchard. Après des études au lycée de Strasbourg, il entra au noviciat jésuite d’Issenheim le 2 février 1853, et fut envoyé ensuite terminer ses études littéraires au scolasticat de Saint-Acheul, près d'Amiens.
En 1856, il fut nommé préfet de discipline adjoint et sous-bibliothécaire au Collège de l'Immaculée Conception, rue de Vaugirard, à Paris. C’est là qu’il découvrit sa vocation littéraire. La Bibliothèque d'Augustin et Aloys De Backer était alors en cours de publication, et Sommervogel, ayant remarqué quelques erreurs et omissions occasionnelles, procéda à un examen systématique de l'ensemble de l'ouvrage.
Quatre ans plus tard, Augustin De Backer eut sous les yeux sa liste d'addenda et d’errata, un manuscrit de 800 pages qui contenait plus de 10 000 entrées, et il obtint l'autorisation de l'utiliser. Sommervogel resta rue de Vaugirard jusqu'en 1865, remaniant son cours de philosophie pendant ce temps-là.
Tout en étant inspecteur des collèges jésuites il s’adonnait à sa passion de bibliophile en visitant différentes bibliothèques de Paris. Il publia en 1864-1865 une Table méthodique des Mémoires de Trévoux, y établissant une liste des articles écrits par les jésuites dans leur revue influente du XVIIIe siècle, le journal de Trévoux. 
Il étudia la théologie à partir de 1865 et fut ordonné prêtre en 1867. Il fut ensuite attaché à la revue nouvellement créée, les Études. Il y signa de nombreux articles sous divers pseudonymes. Au cours de la guerre franco-allemande, il servit comme aumônier dans l'armée de Faidherbe, et son dévouement lui valut d’être décoré en 1871 d’une médaille de bronze. Il suivit la revue à Lyon et en fut le directeur de 1871 à 1880.